# Libra Scale
Libra Scale är den amerikanske artisten Ne-Yos fjärde studioalbum, släppt den 22 november 2010.

## Låtlista
1. Champagne Life - Shaffer Smith, D. DoRogh Gough (4:34)
2. Makin' a Movie (3:54)
3. Know Your Name (4:26)
4. Telekinesis - S.Smith, J.Wilson, A.Reyes, Jesse "Corparal" Wilson (4:18)
5. Crazy Love feat. Fabolous, Ryan Leslie (3:49)
6. One in a Million - Smith, D. DoRogh Gough, D. DoRogh Gough, Chuck Harmony (4:03)
7. Genuine Only (3:54)
8. Cause I Said So (3:49)
9. Beautiful Monster - Smith, Mikkel S. Eriksen, Tor Erik Hermansen, Sandy Wilhelm, StarGate, Sandy Vee (4:11)
10. What Have I Done? (3:51)